# Douma d'État de l'Empire russe
Pour les articles homonymes, voir Douma, Douma d'État et Douma des boyards.

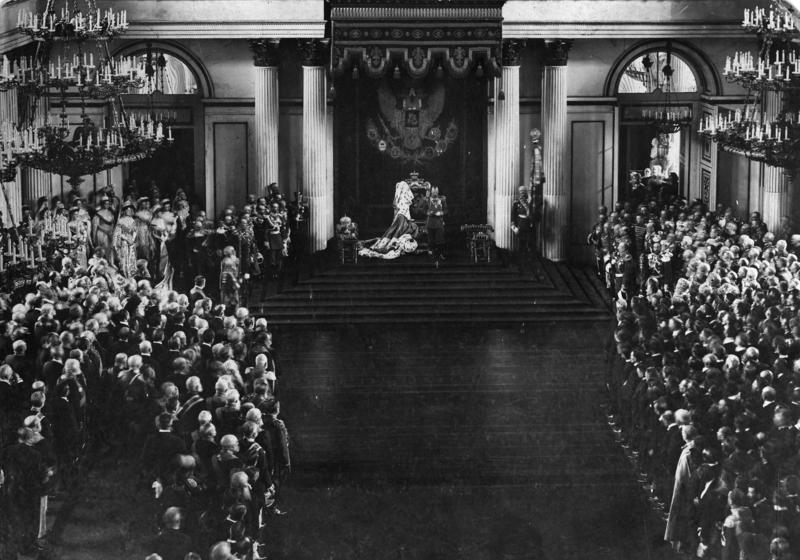
Discours d'ouverture devant les députés de la première Douma, par l'empereur Nicolas II, le 27 avril 1906.

La Douma d'État de l’Empire russe est l’Assemblée législative de l'Empire russe. Elle se réunissait au palais de Tauride, à Saint-Pétersbourg. La première Douma fut convoquée le 27 avril 1906 (10 mai dans le calendrier grégorien) par l'empereur Nicolas II. Instaurée après la révolution russe de 1905, cette Douma constituait la Chambre basse de l'Empire russe, tandis que le Conseil d'État de l'Empire russe en devenait la Chambre haute. Cette concession accordée par le pouvoir fait de la Russie une monarchie constitutionnelle mais non parlementaire, puisque les ministres, nommés par l'empereur, ne dépendent pas de l'Assemblée. Le coup de force du 3 juin 1907 qui va à la fois dissoudre la deuxième Douma et modifier le système électoral des représentants va mettre fin pour le peuple russe aux espoirs de voir se créer une institution qui les représente vraiment en utilisant un système censitaire. Cela permet aux  Octobristes et aux conservateurs d'occuper la majorité des sièges.

## Nombre de députés de la Douma impériale
| Parti                                    | Première Douma  | Deuxième Douma  | Troisième Douma               | Quatrième Douma               |
| ---------------------------------------- | --------------- | --------------- | ----------------------------- | ----------------------------- |
| Parti ouvrier social-démocrate de Russie | 18 (mencheviks) | 47 (mencheviks) | 19 (bolcheviks et mencheviks) | 15 (bolcheviks et mencheviks) |
| Parti socialiste révolutionnaire         | –               | 37              | –                             | –                             |
| Parti du travail                         | 136             | 104             | 13                            | 10                            |
| Parti progressiste                       | 27              | 28              | 28                            | 41                            |
| Parti constitutionnel démocratique       | 179             | 92              | 52                            | 57                            |
| Groupe national non-russe                | 121             | –               | 26                            | 21                            |
| Parti du centre                          | –               | –               | –                             | 33                            |
| Octobristes                              | 17              | 42              | 154                           | 95                            |
| Nationalistes                            | 60              | 93              | 26                            | 22                            |
| Conservateurs                            | 8               | 10              | 147                           | 154                           |
| Total                                    | 566             | 453             | 465                           | 448                           |

## Liste des présidents de la Douma

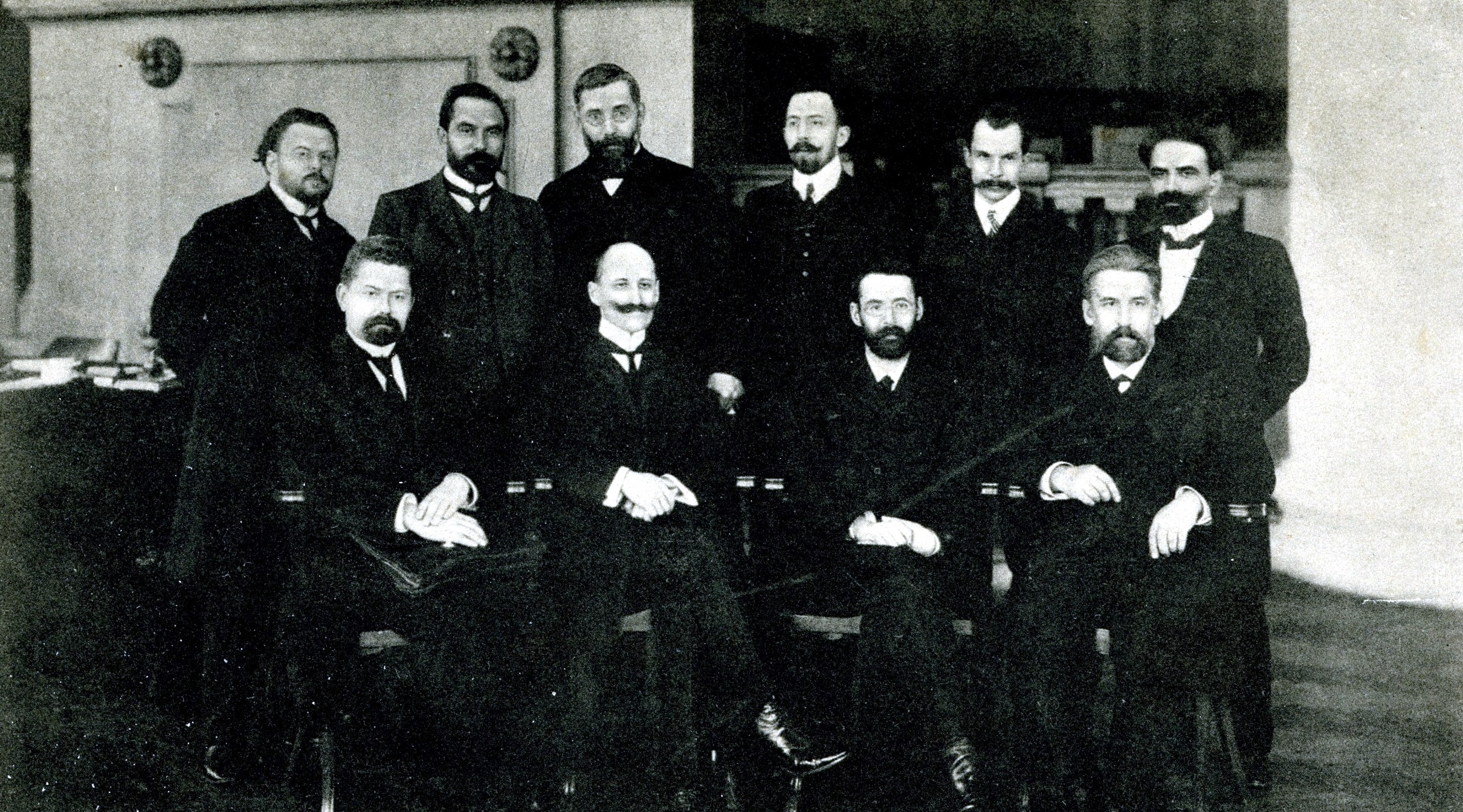
Présidium de la deuxième Douma en 1907, Golovine, Berezine, Tchelkonov.

- Première Douma : Sergueï Mouromtsev (Parti constitutionnel démocratique) : 1906
- Deuxième Douma : Fiodor Aleksandrovitch Golovine (Parti constitutionnel démocratique) : 1907
- Troisième Douma : Nikolaï Khomyakov (Octobristes) : 1907-1910
- Troisième Douma : Alexandre Goutchkov (Octobristes) : 1910–1911
- Troisième Douma : Mikhaïl Rodzianko (Octobristes) : 1911–1912
- Quatrième Douma : Mikhaïl Rodzianko (Octobristes) : 1912–1917

## Liste des vice-présidents de la Douma
- Première Douma
  - Prince Pavel Dolgoroukov (Parti constitutionnel démocratique) : 1906
  - Nikolaï Gredeskoul (Parti constitutionnel démocratique) : 1906

- Deuxième Douma
  - N.N. Podznansky (Gauche) 1907
  - M.E. Berezik (Troudovik) 1907

- Quatrième Douma
  - Prince D.D. Ouroussov (Bloc progressiste)
    - + Prince V.M. Volkonsky (Centre-droit) (1912–1913)

  - Nikolaï Nikolaïevitch Lvov (Bloc progressiste) (1913)
  - Alexandre Konovalov (en) (Bloc progressiste) (1913–1914)
  - S.T. Varun-Sekret (Octobristes) (1913–1916)
  - Alexandre Protopopov (Aile gauche des Octobristes) (1914–1916)
  - Nikolaï Nekrassov (Parti constitutionnel démocratique) (1916–1917)
  - Vladimir Bobrinski (ru) (Nationaliste) (1916–1917)

## Élections
- Élections législatives russes de 1906
- Élections législatives russes de janvier 1907
- Élections législatives russes d'octobre 1907
- Élections législatives russes de 1912

## Sources
- (en) Cet article est partiellement ou en totalité issu de l’article de Wikipédia en anglais intitulé « State Duma (Russian Empire) » (voir la liste des auteurs).